# Bromeliohyla
Bromeliohyla is een geslacht van kikkers uit de familie boomkikkers (Hylidae). De groep werd voor het eerst wetenschappelijk beschreven door Julián Faivovich, Célio Fernando Baptista Haddad, Paulo Christiano de Anchietta Garcia, Darrel Richmond Frost, Jonathan Atwood Campbell en Ward C. Wheeler in 2005.
Er zijn twee soorten die voorkomen in Noord- en Midden-Amerika: in zuidelijk Mexico, Belize en Guatemala en noordelijk Honduras.

## Soorten
Geslacht Bromeliohyla
- Soort Bromeliohyla bromeliacia
- Soort Bromeliohyla dendroscarta

Anotheca · 
Bromeliohyla · 
Charadrahyla · 
Diaglena · 
Dryophytes · 
Duellmanohyla · 
Ecnomiohyla · 
Exerodonta · 
Hyla · 
Isthmohyla · 
Megastomatohyla · 
Plectrohyla · 
Ptychohyla · 
Rheohyla · 
Sarcohyla · 
Smilisca · 
Tlalocohyla · 
Triprion